# Sven Erlandsson
Sven Erlandsson, född 14 december 1768 i Göphult, Mårdaklevs socken, död 19 april 1853 på Yttergården i Karsbo, Östra Frölunda socken, var en svensk bonadsmålare, bror till Lisa Erlandsdotter och Katarina Erlandsdotter. 

## Biografi
Sven Erlandsson var son till trädgårdsmästaren Erland Hallberg. På sin mors sida var han släkt med kyrkomålarna Abraham och Anders Sillman, liksom med Jonas Hellgren från Reftele socken. Av hans stil att döma torde han ha influerats av Sven Nilsson Morin, även om Sven Erlandsson höll sig till en stil närmare allmogens. 1795 bosatte han sig som lantbrukare i Karsbo, där han sedan förblev boendes fram till sin död. Han äldsta kända målningar härrör från den tiden och visar att han redan då var en skicklig bonadsmålare. Ganska få bevarade arbeten finns dock från hans tidiga år, först från 1830-talet och framåt finns en rikare produktion.
Han är känd för de väggfasta bonadsmålningarna på Klockaregården i Håcksvik.